# アミエル・ウィークス・ウィップル

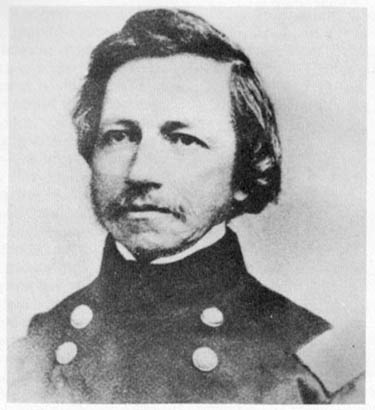
アミエル・ウィークス・ウィップル

アミエル・ウィークス・ウィップル（Amiel Weeks Whipple、1818年10月15日 – 1863年5月7日）はアメリカ陸軍の技術将校である。アメリカ・メキシコ国境地域の調査や大陸横断鉄道の経路調査隊などを率いた。南北戦争のチャンセラーズヴィルの戦いで重傷を負い、死亡した。栄誉をたたえ。アリゾナ州の陸軍の基地。フォート・ウィップルに命名された 。

## 略歴
マサチューセッツ州のグリニッジに生まれた。アマースト大学で学んだ後、1841年に陸軍士官学校を卒業した。地図作成を業務とし東海岸のパタプスコ川、ニューオーリンズ近郊、ポーツマス港の測量や、メキシコやカナダとの国境の策定作業を行った。これらの測量事業には、当時の有力な植物学者、ジョン・トーリーらの要望で、チャールズ・クリストファー・パリーやジョン・ミルトン・ビゲローらが植物の収集・調査のために医師の立場で同行した。
1853年に太平洋にいたる 最初の大陸横断鉄道の敷設のために北緯35度付近の地域を調査し、1855年から1857年の間にその調査記録、 "Explorations and Surveys for a Railroad Route from the Mississippi River to the Pacific Ocean"を出版した。この著作には、Opuntia davisii（Cylindropuntia davisii のシノニム）などのウィップルが記載した新種のサボテンの記述も含まれている。
南北戦争が始まると、ウィップルは、アービン・マクドウェル将軍の下に従軍した後、ジョージ・マクレランのポトマック軍の幕僚に配属された。ウィップルの地図は、バージニア州の戦場で使用され。1862年に、志願兵団の准将として、ワシントンD.C.のバージニア側の防衛を指揮した。1862年12月のフレデリックスバーグの戦いで軍功を上げた後、チャンセラーズヴィルの戦いの終わった後、狙撃兵の銃弾を受け、ワシントンに運ばれたが死亡した。
アジサイ科の植物の属名、Whipplea やキジカクシ科の種、Hesperoyucca whipplei に献名されている。